# Thems kommun
Thems kommun var fram till 2007 en kommun i Århus amt i Danmark. Den uppgick då i Silkeborgs kommun.